# 166년

## 연호
- 후한(後漢) 연희(延熹) 9년

## 기년
- 후한(後漢) 환제(桓帝) 20년
- 신라(新羅) 아달라 이사금(阿達羅泥師今) 13년
- 고구려(高句麗) 신대왕(新大王) 2년
- 백제(百濟) 개루왕(蓋婁王) 39년 / 초고왕(肖古王) 즉위 원년

## 사건
- 2월 18일 (음력 1월 1일, 병오(丙午)일), 일식이 있었다.[1]
- 대진국(로마제국)의 황제 안돈이 사신을 통해 후한에 상아를 보내다.
- 환관 일파가 환제(桓帝)를 충동질하여 환관 공격의 급선봉인 청류당의 이응(李膺) 등 2백 여 명을 붙잡아 투옥했다. 그러나 재판이 시작되었을 때 청류당은 저마다 입을 모아 환관의 죄상을 폭로하는 법정진술을 택했다. 이에 불리를 자초하지나 않을까 두려워한 환관은 외척의 두무(竇武) 등이 상주하여 간(諫)한 것을 기회로 삼아 당인(黨人)을 방문하여 향리로 돌려보내되 금고(禁錮) 처분을 내렸다. (제일차 당고의 금, 당고(黨錮)의 옥(獄))
- 백제,  개루왕 세상을 떠남.  초고왕 왕의 자리에 오름.

## 탄생
- 오나라의 무장 태사자

## 사망
- 백제(百濟) 4대 국왕 개루왕 (재위 : 128년 - 166년)

## 참고 문헌
- 김부식 (1145), 《삼국사기》 〈권2〉 아달라 이사금 조(條)